# Eoleucodon pacificus
Eoleucodon pacificus är en bladmossart som beskrevs av H. A. Miller och H. O. Whittier 1978. Eoleucodon pacificus ingår i släktet Eoleucodon och familjen Leucodontaceae. Inga underarter finns listade i Catalogue of Life.